# Ontcijfering
In de filologie is ontcijfering het achterhalen van de betekenis van een onbekend schrift, zodat de taal die het weergeeft leesbaar wordt. Meer precies gaat het over de bepaling van de waarde van de geschreven karakters.

## Methode
Er is geen algemene methode om schriften te ontcijferen, hoogstens enkele patronen. Het aantal tekens van een schriftsysteem blijkt een cruciale factor te zijn: bij minder dan dertig tekens geven ze waarschijnlijk klanken weer, bij meer lettergrepen en bij vele duizenden begrippen. Leestekens en hybride systemen, zoals het Egyptisch, kunnen de zaak compliceren. Eigennamen, die tot op zekere hoogte taalonafhankelijk zijn, blijken vaak doorslaggevend, net als meertalige versies van eenzelfde tekst (bv. de Steen van Rosetta en de Behistuninscriptie).

## Geschiedenis
Reeds de Alexandrijnse filologen hielden zich bezig met het ontcijferen van homerische handschriften. Eeuwenlang hield het ontsluieren van het Egyptische hiërogliefenschrift geleerden bezig. In de 9e eeuw kwamen Dhul-Nun al-Misri en Ibn Wahshiyya tot een deels begrip, maar voor een doorbraak was het wachten op Thomas Young en vooral Jean-François Champollion.
Het ontcijferen van schriften gaat nog altijd door. Spectaculair was de beslissende aanzet die Joeri Knorozov gaf voor het ontsleutelen van het Mayaschrift.

## Ontcijferaars
| Naam                                                         | Schrift                      |
| ------------------------------------------------------------ | ---------------------------- |
| Jean-François Champollion                                    | Egyptische hiërogliefen      |
| Georg Friedrich Grotefend, Eugène Burnouf en Henry Rawlinson | Oudperzisch spijkerschrift   |
| James Prinsep                                                | Brahmi, Kharosthi            |
| Edward Hincks                                                | Mesopotamisch spijkerschrift |
| Bedřich Hrozný                                               | Hittitisch spijkerschrift    |
| Vilhelm Thomsen                                              | Gökturks                     |
| George Smith, Samuel Birch e.a.                              | Cypriotisch syllabenschrift  |
| Hans Bauer en Édouard Paul Dhorme                            | Ugaritisch spijkerschrift    |
| Wang Yirong, Liu E, Sūn Yíràng e.a.                          | Orakelbottenschrift          |
| Michael Ventris, John Chadwick en Alice Kober                | Lineair B                    |
| Joeri Knorozov, Tatiana Proskouriakoff e.a.                  | Maya                         |

## Niet-ontcijferde schriften
- Rongorongo
- Indusschrift
- Kretenzisch hiërogliefenschrift
- Lineair A
- Byblos-syllabenschrift
- Lineair Elamitisch
- Cypro-Minoïsch schrift
- Espanca

## Niet-ontcijferde teksten
- Schijf van Phaistos
- Rohonc Codex
- Voynichmanuscript